# مثلث غم
مثلث غم (انگلیسی: Triangle of Sadness) یک فیلم طنز کمدی سیاه محصول سال ۲۰۲۲ به نویسندگی و کارگردانی روبن اوستلوند و با بازی هریس دیکینسون، شارلبی دین و وودی هرلسون است. تولید این فیلم در دو نوبت در سال ۲۰۲۰ به دلیل دنیاگیری کووید-۱۹ متوقف شد. این فیلم به جشنواره فیلم کن ۲۰۲۲ راه یافت و در آنجا با تشویق‌های ایستاده هشت دقیقه‌ای روبرو شد و نخل طلا را از آن خود کرد. این فیلم در مراسم گلدن گلوب نامزد دریافت جوایز بهترین فیلم – موزیکال یا کمدی و بهترین بازیگر نقش مکمل زن برای دی لیون شد.

## طرح داستان
کارل (هریس دیکینسون) و یایا (شارلبی دین) مدل و اینفلوئنسر شبکه‌های اجتماعی هستند. آنها به یک سفر تفریحی مجلل رایگان جهت تبلیغ دعوت می‌شوند. 

## بازیگران
- هریس دیکینسون در نقش کارل
- شارلبی دین در نقش یایا
- وودی هرلسون در نقش کاپیتان توماس اسمیت
- دالی دی لئون در نقش ابیگیل
- زلاتکو بوریچ در نقش دیمیتری
- ایریس بربن
- ویکی برلین در نقش پائولا
- سانی ملس در نقش ورا
- هنریک دورسین در نقش یورما بیورکمن
- کارولینا جینینگ در نقش لودمیلا
- هانا اولدنبرگ
- الیور فورد دیویس در نقش وینستون
- آماندا واکر در نقش کلمنتاین
- آروین کنعانیان در نقش داریوش

## تولید

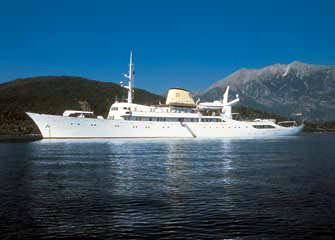
سکانسی از فیلم مثلث غم

این پروژه اولین بار توسط کارگردان روبن اوستلوند در ژوئن ۲۰۱۷ و پس از گرفتن نخل طلای فیلم مربع وی در هفتادمین جشنواره فیلم کن اعلام شد. فیلم او از ابتدا با نام مثلث غم نامیده شد، و بر اساس طنزی «وحشیانه» و مضامینی علیه دنیای مد و ثروتمندان، با «ظاهر به عنوان سرمایه» و «زیبایی به عنوان پول»، ساخته شد. عنوان فیلم به اصطلاحی اشاره دارد که توسط جراحان پلاستیک برای توصیف چین و چروک بین ابروها که با بوتاکس در ۱۵ دقیقه برطرف می‌شود، استفاده می‌شود.
تحقیقات برای برخی از قسمت‌های فیلمنامه در ماه مه ۲۰۱۸ انجام شد. انتخاب بازیگر از اوت تا نوامبر ۲۰۱۸ در شهرهای برلین، پاریس، لندن، نیویورک، لس آنجلس و یوتبری، به طول انجامید و در مارس ۲۰۱۹ در مسکو ادامه یافت. جستجوی مکان در ژانویه ۲۰۱۹ آغاز شد و تا اکتبر ۲۰۱۹ به‌طور متناوب ادامه داشت. از نوامبر ۲۰۱۹ تا نیمه اول فوریه ۲۰۲۰، اوستلوند آخرین جزئیات پیش‌تولید فیلم را تنظیم کرد.
در ۴ فوریه ۲۰۲۰، گزارش شد که مثلث غم تصویربرداری اصلی را در ۱۹ فوریه در سوئد و یونان آغاز می‌کند و یک عکاسی ۷۰ روزه آغاز شده‌است. هریس دیکینسون، شارلبی دین و وودی هرلسون در این فیلم تأیید شدند. در ۲۶ مارس، تولید به دلیل دنیاگیری کووید-۱۹ متوقف شد و حدود ۳۷ درصد از فیلمبرداری تکمیل شد.
در ۲۷ ژوئن، تولید پس از سه ماه وقفه در سوئد از سر گرفته شد و به هارلسون اجازه داد تا فیلمبرداری صحنه‌های خود را به پایان برساند، اما مجبور شد بار دیگر در ۳ ژوئیه متوقف شود. تولید این فیلم در ۱۸ سپتامبر در ساحل هیلیادو، یونان از سر گرفته شد. تولید در ۱۳ نوامبر به پایان رسید و منجر به یک فیلمبرداری ۷۳ روزه شد. اوستلوند اشاره کرد که تولید ۱۰۶۱ آزمایش کووید-۱۹ در طول فیلمبرداری انجام داده‌است که همه آنها منفی بوده‌اند.
فیلمبرداری همچنین در جزایر دیگر یونان، ترولهتان، سوئد و در دریای مدیترانه در قایق تفریحی کریستینا او که قبلاً متعلق به ارسطو اوناسیس و جکی کندی بود، انجام شد.
تدوین که در اولین قرنطینه آغاز شد و پس از تولید فیلم به مدت ۲۲ ماه به طول انجامید.

## بازخورد

### پاسخ انتقادی
در وبگاه جمع‌آوری نقد راتن تومیتوز، ٪۷۱ از ۴۱ بررسی منتقدان مثبت است و میانگینِ امتیاز آن ۷٫۷/۱۰ است. اجماع این وبگاه چنین می‌نویسد: «مثلث غم فاقد لبه‌های تیز کارهای قبلی اوستلوند است، اما حرکت تیز و طنزآمیزِ سیاهِ آن به سوی قشرِ وقیح و ثروتمند، پاداش‌های خاص خود را دارد.» این فیلم در متاکریتیک که از میانگین وزنی استفاده می‌کند، بر اساس نظر ۱۶ منتقدین امتیاز ۶۸ از ۱۰۰ را کسب کرده که نشان‌گر «نقدهای عموماً مطلوب» است.